# 미나미미노와촌
미나미미노와촌(일본어: 南箕輪村)은 일본 나가노현 남부에 있는 가미이나군의 촌이다.

## 지리
시가지는 이나 골짜기를 흐르는 덴류강의 하안단구상에 위치한다. 또 서쪽의 월경지는 중앙 알프스 북부의 교가타케를 포함한다.

## 역사
- 1875년 2월 18일 - 구보촌, 오이즈미촌, 기타토노촌, 미나미토노촌, 다바타촌, 미코시바촌이 합병하여 미나미미노와촌이 성립해 현재에 이르고 있다.

## 인구
| 연도 | 인구   | ±%     |
| ---- | ------ | ------ |
| 1940 | 4,466  | —      |
| 1950 | 6,360  | +42.4% |
| 1960 | 6,043  | −5.0%  |
| 1970 | 6,660  | +10.2% |
| 1980 | 8,877  | +33.3% |
| 1990 | 10,666 | +20.2% |
| 2000 | 13,404 | +25.7% |
| 2010 | 14,543 | +8.5%  |

## 교통

### 철도
- 도카이 여객철도 이다선

### 도로
- 주오 자동차도
- 국도 153호선
- 국도 361호선